# إيغور بيزدينيزنيخ
إيغور بيزدينيزنيخ (بالروسية: Безденежных, Игорь Игоревич)‏ (8 أغسطس 1996 بأوفا في روسيا - ) هو لاعب كرة قدم روسي في مركز الوسط. لعب مع نادي أوفا.

## وصلات خارجية
- إيغور بيزدينيزنيخ على موقع قاعدة بيانات كرة القدم.إي يو (الإنجليزية)
- إيغور بيزدينيزنيخ على موقع Soccerway.com (الإنجليزية)